# Gryon javense
Gryon javense är en stekelart som först beskrevs av Alan Parkhurst Dodd 1914.  Gryon javense ingår i släktet Gryon och familjen Scelionidae. Inga underarter finns listade i Catalogue of Life.